# Горная энциклопедия
Горная энциклопедия (5 томов, 1984—1991) — специализированная энциклопедия в пяти томах на русском языке по горным наукам и геологии.

## Публикация
Выпускалась издательством «Советская энциклопедия» с 1984 по 1991 год.
Тираж разных томов — от 44 до 56 тыс.
Главный редактор — Е. А. Козловский.

## Описание
Многочисленные статьи многотомного издания посвящены горному делу и полезным ископаемым.
В 2006 году была выпущена оцифрованная версия Горной энциклопедии на компакт-диске.
В настоящее время доступна электронная версия энциклопедии:
- на сайте mining-enc.ru
- приложение в Google Play[1]